# Ireshopeburn
Ireshopeburn – wieś w Anglii, w hrabstwie Durham. Leży 42 km na zachód od miasta Durham i 385 km na północ od Londynu.